# Sverker I
Sverker I o Sverker el Vell (Swærkir konongær gambli en suec antic) fou Rei de Suècia d'aproximadament 1130 fins al seu assassinat el 25 de desembre del 1156.
Sverker era un gran terratinent d'Östergötland. Segons el Västgötalagen (1240), el nom del seu pare era Cornube, però segons el Skáldatal, el nom del seu pare era Kol. Va ser reconegut com a rei a principis dels anys 1130 i va conquerir Västergötland i el seu governant Magnus el Fort. Sverker governà aproximadament 26 anys, però no es coneix gaire sobre el seu regnat excepte que es fundaren els convents i monestirs d'Alvastra, Nydala i Varnhem.
Segons una crònica russa la recentment fundada República de Nóvgorod va tenir la seva primera confrontació amb Suècia durant el regnat de Sverker el 1142, trencant una centúria llarga de pau llarga garantida per matrimonis entre les famílies governants.
Sverker fou assassinat en el seu propi cotxe al pont d'Alebäck a prop del priorat d'Alvastra, anant al servei religiós del dia de Nadal de 1156. Això va ser considerat un crim espantós, fins i tot per als estàndards medievals, considerant-se sospitós del crim al pretendent Magnus Henriksson.
Amb la seva primera muller Ulvhild, vídua d'Inge el Jove, que va fugir del seu segon marit, el Rei de Dinamarca Niels:
- Fill Johan Sverkersson (Jon jarl), mort per camperols enfurismats durant durant una reunió del Thing a principis dels anys 1150, possiblement pare de Cecilia
- Fill Carles, successor de Sverker al tron suec
- Filla Ingegerd (morta el 1204), priora del convent de Vreta
- Filla Helena, casada amb Canut V, fill del Rei de Suècia Magnus el Fort

Amb la seva segona muller la Reina Riquilda (després de la mort d'Ulvhild), anteriorment casada amb Magnus el Fort i amb Volodar de Minsk. El fill reconegut d'aquest matrimoni fou Boleslaw, possiblement Boleslau de Suècia.
Amb una d'aquestes reines o una dona desconeguda presumptament tingué un fill Sune Sik, que es creu que nasqué cap al 1154.